# Rinorea preussii
Rinorea preussii är en violväxtart som beskrevs av Adolf Engler. Rinorea preussii ingår i släktet Rinorea och familjen violväxter. Inga underarter finns listade i Catalogue of Life.